# Carlo Nash
Carlo James Nash (nascido em 13 de setembro de 1973) é um futebolista inglês que atua como goleiro. Atualmente está no Norwich City F.C.
Nash começou sua carreira no não-League Rossendale Unidos e Clitheroe antes de ser assinado pelo Crystal Palace e depois se mudou para o norte para Stockport County. Ele então jogou por Manchester City , Preston North End , o Wigan Athletic , o Stoke City por quem ele ajudou a ganhar a promoção para a Premier League e Everton antes de voltar a se associar Stoke em 2010. Ao longo de sua carreira Nash tem sido usada como um goleiro escolha segundo e terceiro mas não jogar regularmente para Stockport e Preston.

## Carreira

### Início da Carreira
Nascido em Bolton, Lancashire, Nash começou a sua carreira a nível local juventude Banco Moss clube antes de se juntar academia do Manchester United. Aos 14 anos ele desistiu "de futebol por um tempo para terminar sua educação. Jogou para não-League Rossendale Unidos e Clitheroe com quem ele jogou na final da FA Vase no Estádio de Wembley perder por 3-0 a Cidade Brigg . Ele foi assinado pelo Crystal Palace para uma taxa de £ 35.000 por gerente Dave Bassett.
Ele teve um período de três anos com Stockport County antes de fazer uma mudança para o Manchester City por uma taxa de £ 100.000 em um contrato de quatro anos-e-um-metade em janeiro de 2001. Uma vez que o Manchester City foram estabelecidos como Premier League equipe, Nash foi vendido para o Middlesbrough por uma taxa nominal em agosto de 2003.